# Jeney Viktor
Jeney Viktor (Victor de Jeney) (Marosvásárhely/Budapest, 1902. december 26. – Saint Louis (Missouri), 1996. december 18.) magyar festőművész.

## Életpályája
1923–1927 között a Magyar Képzőművészeti Főiskola hallgatója volt. Magyar művész volt, aki az Egyesült Államokba érkezett, miután elmenekült Magyarországról a magyar antikommunista felkelésben játszott szerepe miatt. 1956. október 23-án 53 éves volt; egy kis csoport tagja volt, akik megpróbálták ledönteni a 25 méter magas Sztálin-szobrot Budapesten, a Sztálin téren. A felkelést ekkor orosz harckocsik állították meg.
A Missouri állambeli St. Louis-ba költözött, részben a horgászat és a szabadtéri tevékenységek iránti szenvedélye miatt. Nagyra becsült portréfestő volt, és híres volt arról is, hogy híres olajfestményekről olyan másolatokat készített, amelyek vetekedtek az eredetivel. 1976-ban Washington-ba költözött, miután különleges megtiszteltetésben részesült, hogy történelmi festmények megrendelésre készült másolatokat készíthetett. A Függetlenségi Nyilatkozat 56 aláírójának híres metszetét is ő készítette el.
De Jeney 1996-ban halt meg egy háztűzben, miközben hegedűkészítéssel foglalkozott, amit az 1990-es években kezdett el.

## Művei
Ismeretlen számú eredeti és másolat maradt forgalomban, főleg az Egyesült Államokban és Európában. Főként olajjal vászonra festett képeiről volt ismert, és más festményeinek replikái leggyakrabban Rembrandt festményeihez feltűnően hasonlóak. Megbecsültsége a művészeti közösség körében halála óta jelentősen tovább nőtt. Mint sok művésznek, úgy tűnik, a művészeti közösségben való hírneve jóval a halála után jött el.

### Nevezetes művei
Négy eredeti olajfestménye jelentős érdeklődést váltott ki a művészeti közösség iránt, és a közelmúltban jelentős összegekért adták el őket.
- Szénaboglyák télen (1971)
- Régi bennszülött amerikai alak délnyugati tájban (1967)
- Ülő indián figura (1967)
- Egy fiatal bennszülött amerikai lány profilja szalmakalapban

## Fordítás
- Ez a szócikk részben vagy egészben  a   Viktor de Jeney című angol Wikipédia-szócikk ezen változatának fordításán alapul.  Az eredeti cikk szerkesztőit annak laptörténete sorolja fel. Ez a jelzés csupán a megfogalmazás eredetét és a szerzői jogokat jelzi, nem szolgál a cikkben szereplő információk forrásmegjelöléseként.